# Maculonaclia leopardina
Maculonaclia leopardina là một loài bướm đêm thuộc phân họ Arctiinae, họ Erebidae.